# Idioteuthis okutanii
Idioteuthis okutanii är en bläckfiskart som beskrevs av Mario Alejandro Salcedo-Vargas 1997. Idioteuthis okutanii ingår i släktet Idioteuthis och familjen Mastigoteuthidae. Inga underarter finns listade i Catalogue of Life.